# Berg (Bergisch Gladbach)
Berg ist ein Ortsteil im Stadtteil Asselborn von Bergisch Gladbach.
Die Bausubstanz des Hofes Berg besteht aus Bruchstein- und Fachwerkelementen, die sich bis heute weitestgehend unverändert erhalten haben.

## Geschichte
Berg wurde 1448 erstmals als spätmittelalterliche Hofgründung unter dem Namen op dem Berge urkundlich erwähnt. Im Urkataster ist es als Aufm Berg südlich von Oberste Asselborn verzeichnet. Die Kirchenbankordnung („Ordnung der Kirchen Bäncken dahier zo Herkenrath“) von 1630 benennt es als guit uff dem berg. Der Siedlungsname leitet sich ab aus dem alt- und mittelhochdeutschen „berc“ (= Berg) und nimmt dabei Bezug auf die topographische Lage auf einer Geländeerhöhung.
Aus der Charte des Herzogthums Berg 1789 von Carl Friedrich von Wiebeking  geht hervor, dass Berg zu dieser Zeit Teil der Honschaft Herkenrath im Amt Porz war.
Unter der französischen Verwaltung zwischen 1806 und 1813 wurde das Amt Porz aufgelöst und Berg wurde politisch der Mairie Bensberg im Kanton Bensberg zugeordnet. 1816 wandelten die Preußen die Mairie zur Bürgermeisterei Bensberg im Kreis Mülheim am Rhein. Berg war seit jeher Teil der Pfarrgemeinde Herkenrath.
Der Ort ist auf der Topographischen Aufnahme der Rheinlande von 1824 ohne Namen und auf der Preußischen Uraufnahme von 1840 als Berg verzeichnet. Ab der Preußischen Neuaufnahme von 1892 ist er auf Messtischblättern regelmäßig als Berg oder ohne Namen verzeichnet.
Aufgrund des Köln-Gesetzes wurde die Stadt Bensberg mit Wirkung zum 1. Januar 1975 mit Bergisch Gladbach zur Stadt Bergisch Gladbach zusammengeschlossen. Dabei wurde auch Berg Teil von Bergisch Gladbach.
| Jahr | Einwohner | Wohn- gebäude | Kategorie |
| ---- | --------- | ------------- | --------- |
| 1871 | 35        | 3             | Hofstelle |
| 1885 | 29        | 6             | Wohnplatz |
| 1895 | 11        | 2             | Wohnplatz |
| 1905 | 8         | 1             | Wohnplatz |